# 9nineのオールナイトニッポンR
『9nineのオールナイトニッポンR』（ナイン - アール）は、2010年10月9日から2012年3月10日までニッポン放送の深夜枠「オールナイトニッポンR」で毎月第2土曜日に放送されていたラジオ番組。 

## 概要
2010年4月から毎週土曜日の『オールナイトニッポンR』は、アーティスト4組が月1レギュラーとして週変わりでパーソナリティを担当。2クール終了後、10月から第2土曜日はSISTER JETから9nineに交代となった。なお他の3組は継続。
2010年9月にメンバーの入れ替えを経て現在の9nineとなって初のレギュラーラジオ番組。また、吉井・村田は当番組で初めてラジオパーソナリティを務める。

## パーソナリティ
- 9nine
  - 佐武宇綺（うっきー）
  - 村田寛奈（ヒロロ）
  - 吉井香奈恵（かんちゃん）
  - 川島海荷（うみにー）
  - 西脇彩華（ちゃあぽん）

## コーナー
- 9nineのこれでいいんでナイン

9nineのメンバーのキャラにピッタリなセリフを募集。メンバーが感情を込めて読み上げる。
- あいうえ…おっとっと作文

9nineがあいうえお作文に挑戦する。リスナーからお題（5文字）とフリ（始めの3区）を募集。くじ引きで選ばれたメンバー2名が、それに対して小オチ・大オチ（終わりの2句）をつける。
- 9nineの5分の1アンケート

9nineのメンバー5人中1人だけが該当しそうなアンケートを募集する。

### 過去のコーナー
- 「人生を豊かに! ニッポンをもっと楽しもう計画」関連企画
  - 旅に行こう
  - 映画を観よう
  - 音楽ダイスキ!!
  - ケータイ・ネットを楽しもう!
  - 走ろー! 歩こー

## 歴史
2010年
- 11月13日、前回募集した村田寛奈のニックネームが“ヒロロ”に決定する。

2011年
- 3月12日、前日に発生した東北地方太平洋沖地震災害報道特別番組放送のため、休止。SKE48のオールナイトニッポンRに続いての2日連続の放送休止となった。
- 4月1日、通常の枠ではない金曜日のオールナイトニッポンRにて放送（3月12日放送予定分の振替。地震発生前に収録済の音源から告知部分の大半がカットされたと思われる）。
- 4月9日、福山雅治がメインパーソナリティーを務める東日本大震災被災地復興支援ニッポン放送ラジオ・チャリティー・ミュージックソン スペシャル 『I'm with U キミと、24時間ラジオ』放送のため、休止。
- 4月30日、4月9日放送予定分の振替。

## ネット局・放送時間
27：00 - 28：00 （日曜未明3：00 - 4：00）
| 放送対象地域  | 放送局      |
| ------------- | ----------- |
| 岩手県        | IBC岩手放送 |
| 山形県        | 山形放送    |
| 山梨県        | 山梨放送    |
| 長野県        | 信越放送    |
| 福井県        | 福井放送    |
| 中京広域圏    | CBCラジオ   |
| 和歌山県      | 和歌山放送  |
| 岡山県 香川県 | 西日本放送  |
| 山口県        | 山口放送    |

| 放送対象地域 | 放送局     |
| ------------ | ---------- |
| 徳島県       | 四国放送   |
| 愛媛県       | 南海放送   |
| 高知県       | 高知放送   |
| 長崎県       | 長崎放送   |
| 熊本県       | 熊本放送   |
| 宮崎県       | 宮崎放送   |
| 鹿児島県     | 南日本放送 |

27：00 - 28：30
| 放送対象地域 | 放送局       |
| ------------ | ------------ |
| 関東広域圏   | ニッポン放送 |

27：00 - 29：00
| 放送対象地域  | 放送局    |
| ------------- | --------- |
| 北海道        | STVラジオ |
| 茨城県        | 茨城放送  |
| 栃木県        | 栃木放送  |
| 京都府 滋賀県 | KBS京都   |
| 福岡県        | KBCラジオ |

## スタッフ
- ディレクター：松岡敦司